# 西武田村
西武田村（にしたけだむら）は、鹿児島県の中部、鹿児島郡に属していた村。1934年8月1日に吉野村、中郡宇村とともに鹿児島市へ編入され消滅した。
村名は西ノ別府村、武村、田上村の頭文字を取り命名したことに由来している。

## 地理
鹿児島郡の中央部に位置していた。中央部には新川（田上川）が東西に流れ、流域の平野部に多くの集落があった。村長は小牧三雄であった。西武田村は西別府、武、田上の3大字から構成されており、現在の武、田上、田上台、広木、西別府町、西陵の全域及び、紫原、中央町、西田、上之園町、武岡、唐湊、宇宿八丁目、向陽一丁目の各一部がそれらに当たる。
1911年の鹿児島市編入以前の村域には現在の天保山町及び高麗町の各一部が含まれており、鹿児島市への編入前は大字武の飛地であった。

### 隣接する自治体
- 鹿児島市
- 鹿児島郡：谷山町、中郡宇村、伊敷村
- 日置郡：上伊集院村

### 河川
- 新川（田上川）

## 歴史

### 西武田村の成立
1889年（明治22年）4月1日に町村制施行に伴い鹿児島近在のうちの田上村及び武村、西別府村の区域より西武田村として成立し、それまでの各村は大字として設置された。西武田村役場は大字田上字蛭田に置かれた。

### 鹿児島市との境界変更
1911年（明治44年）になり、府県制における鹿児島県の議決機関であった鹿児島県参事会は、西武田村のうち鹿児島市との飛地となっている天保山・八幡田圃及び、武の大半を鹿児島市に編入することを決定した。これに対して西武田村は土地の肥えた水田が多い地域であった前述の区域が鹿児島市へ編入されることは死活問題であるとして大いに反対し、熊本県における市郡の関係を調査したほか、当時内務大臣であった原敬に対して請願を行うなど編入の防止に努めた。
しかし、反対運動の甲斐もなく同年8月4日に鹿児島県公報に掲載された「 市村の境界変更」（明治44年鹿児島県告示第400号）により、同年9月30日を以て大字武のうち、小字大坪、森田、一町田、溝添、前田、西牟田、下小田崎、永田、上小田崎、榎田、冷水、小汐手、小丸、南牟田、二枝、三枝、浮牟田、番田、島廻、堀之口、川ノ口、堤内、一貫地、塚濱、入物田、汐入、天保山、四ツ枝、雪之口、濱田、大水町、宮田、八反田、上山田、栗木田、中福羅、城本、砂走、大鍋、福廻が隣接する鹿児島市に編入された。これにより、鹿児島市を挟んだ飛地となっていた通称「八幡田圃」（現在の鹿児島市立甲南中学校付近）にあたる小字川ノ口、堤内、一貫地、塚濱、入物田、汐入、四ツ枝、雪之口、濱田の区域が高麗町に編入され、通称「天保山」（現在の天保山町の北半分）の区域にあたる小字天保山の区域が下荒田町にそれぞれ編入され、また鹿児島市に編入された大字武のその他の区域を以て新たに鹿児島市の町として武町が設置された。また、同時に鹿児島市大字荒田のうち城ヶ平、芝生迫、笠松平、高原、高榮迫、陣ヶ平、陣ヶ迫、丸岡、境迫、小原、大原、美代原、久見木迫、大迫、陣ヶ尾、陣ヶ原、馬籠、岸ノ下、内城が西武田村大字田上に編入された。

### 桜島地震の被害
1914年（大正3年）1月12日に鹿児島湾を震源として発生した桜島地震の影響により大字田上の天神ヶ瀬戸において県道が高さ約3.6m、長さ約54mにわたって崩壊した。当日に発生した桜島の大噴火（桜島の大正大噴火）により鹿児島市街から鹿児島郡谷山村大字山田（現：鹿児島市山田町）に向け避難中であった20名以上が下敷きとなり、鹿児島警察署の巡査、西武田村・谷山村の村民により救助作業が行われたが9名が死亡した。その他にも田上川の堤防に亀裂が生じたり、田上尋常高等小学校（現在の鹿児島市立田上小学校）において亀裂が入り液状化現象が発生した。
1927年（昭和2年）に鹿児島県によって発刊された「桜島大正噴火誌」には天神ヶ瀬戸の被害について以下のように記録されている。

谷山村山田へ向け避難せんとする途中鹿児島郡西武田村田上字天神ヶ瀬戸を通過せんとする折しも午後六時過ぎの強震襲来して高さ二十余間の断崖絶壁は轟然たる一大音響の下に崩壊し、幅約九尺の道路は長さ十二、三間に渉りて土砂を以て埋められ九名の圧死者を生じたれば鹿児島警察署は巡査を派遣し谷山、西武田、両村民多数出で十一日の日子を要し延人千三百五十三名の人員を使役して漸く其死体を発掘したりしが其惨状実に言語に絶せりと。
—桜島大正噴火誌

### 鹿児島市への編入
1934年（昭和9年）8月1日に鹿児島郡中郡宇村及び吉野村と共に鹿児島市に編入され自治体としては消滅した。西武田村は合併前の1929年（昭和4年）8月1日に鹿児島市編入の陳情を繰り返し行っていた。編入時の西武田村の人口は4，954人、面積14.91平方キロメートルであった。それまでの大字は鹿児島県告示「 鹿兒島市内大字名廢止町名改稱竝ニ區域變更」によりそれぞれ鹿児島市の町となった。

### 沿革
- 1889年（明治22年）4月1日 - 町村制施行により、鹿児島郡鹿児島近在のうち、武村、田上村、西ノ別府村の区域より西武田村が成立[2][16]。
- 1911年（明治44年）9月30日 - 鹿児島市に一部区域を編入し、同時に鹿児島市から一部区域を編入[10]。
  - 大字武（八幡田圃） → 鹿児島市高麗町（編入）
  - 大字武（天保山） → 鹿児島市下荒田町（編入）
  - 大字武（一部のうち上記以外）→ 鹿児島市武町（新設）
  - 鹿児島市上荒田町（一部） → 西武田村大字田上（編入）
- 1934年（昭和9年）8月1日 - 鹿児島郡吉野村及び中郡宇村と共に鹿児島市に編入され消滅[16][20][21][22]。

## 人口
以下の人口遷移は、1904年以降ほぼ横ばいに推移していた。
| 1904年 |  | 5,479 |
| 1907年 |  | 5,523 |
| 1912年 |  | 5,394 |
| 1915年 |  | 5,449 |

## 地域

### 教育
- 田上尋常高等小学校（現在の鹿児島市立田上小学校）